# Championnat du Sénégal de football 1999
Navigation
Saison 1998 Saison 2000
La saison 1999 du Championnat du Sénégal de football est la trente-quatrième édition de la première division au Sénégal. Les quatorze meilleures équipes du pays sont regroupées au sein d'une poule unique où elles s'affrontent deux fois, à domicile et à l'extérieur. À l'issue du championnat, les quatre derniers du classement sont relégués et remplacés par les deux meilleurs clubs de Division 2 afin de faire passer le championnat à 12 formations à partir de la saison prochaine.
C'est l'ASC Jeanne d'Arc qui remporte le championnat cette saison après avoir terminé en tête du classement final, avec sept points d'avance sur le tenant du titre, l'ASEC Ndiambour et dix sur la Compagnie sucrière sénégalaise. C'est le septième titre de champion du Sénégal de l'histoire du club.
Le vainqueur du championnat se qualifie pour la Coupe des clubs champions africains tandis que le vainqueur de la Coupe du Sénégal obtient son billet pour la Coupe des Coupes. Enfin, le deuxième du championnat se qualifie pour la Coupe de la CAF.

## Les clubs participants
| - US Gorée - Compagnie sucrière sénégalaise - ASC Port Autonome - AS Douanes - ASC Jeanne d'Arc - ASC Yeggo - AS Police - Promu de Division 2 | - ASC Niayès-Pikine - Dakar Université Club - ASC Diaraf - US Rail - ASFA Dakar - Promu de Division 2 - SONACOS - ASEC Ndiambour |

## Compétition
Le barème de points servant à établir les classements se décompose ainsi :
- Victoire : 3 points
- Match nul : 1 point
- Défaite : 0 point

### Classement
| Rang | Équipe                         | Pts | J  | G  | N  | P  | Bp | Bc | Diff |
| ---- | ------------------------------ | --- | -- | -- | -- | -- | -- | -- | ---- |
| 1    | ASC Jeanne d'Arc               | 53  | 26 | 16 | 5  | 5  | 32 | 14 | +18  |
| 2    | ASEC NdiambourTC               | 46  | 26 | 13 | 7  | 6  | 27 | 15 | +12  |
| 3    | Compagnie sucrière sénégalaise | 43  | 26 | 11 | 10 | 5  | 28 | 15 | +13  |
| 4    | SONACOS                        | 36  | 26 | 8  | 12 | 6  | 21 | 18 | +3   |
| 5    | ASC Diaraf                     | 35  | 26 | 7  | 14 | 5  | 22 | 18 | +4   |
| 6    | US Rail                        | 35  | 26 | 10 | 5  | 11 | 26 | 27 | -1   |
| 7    | US Gorée                       | 33  | 26 | 7  | 12 | 7  | 23 | 24 | -1   |
| 8    | ASC Niayès-Pikine              | 33  | 26 | 7  | 12 | 7  | 19 | 21 | -2   |
| 9    | AS Douanes                     | 32  | 26 | 7  | 11 | 8  | 17 | 19 | -2   |
| 10   | ASC Port Autonome              | 31  | 26 | 8  | 7  | 11 | 20 | 25 | -5   |
| 11   | Dakar Université Club          | 29  | 26 | 7  | 8  | 11 | 18 | 29 | -11  |
| 12   | ASC Yeggo                      | 28  | 26 | 5  | 13 | 8  | 22 | 28 | -6   |
| 13   | AS PoliceP                     | 24  | 26 | 4  | 12 | 10 | 14 | 21 | -7   |
| 14   | ASFA DakarP                    | 21  | 26 | 5  | 6  | 15 | 16 | 31 | -15  |

|  | Qualification pour la Ligue des champions de la CAF 2000                         |
|  | Qualification pour la Coupe des Coupes 2000                                      |
|  | Qualification pour la Coupe de la CAF 2000                                       |
|  | Relégation directe en Division 2                                                 |
|  | T : Tenant du titre C : Vainqueur de la Coupe du Sénégal P : Promu de Division 2 |

## Bilan de la saison
| Championnat du Sénégal de football 1999 |                                |
| Champion                                | ASC Jeanne d'Arc (7e titre)    |
| Coupes et trophées                      |                                |
| Vainqueur de la Coupe du Sénégal 1999   | ASEC Ndiambour                 |
| Qualifications continentales            |                                |
| Ligue des champions de la CAF 2000      | ASC Jeanne d'Arc               |
| Coupe des Coupes 2000                   | ASEC Ndiambour                 |
| Coupe de la CAF 2000                    | Compagnie sucrière sénégalaise |
| Promotions et relégations               |                                |
| Promus en Division 1                    | ETICS Mboro                    |
| Promus en Division 1                    | ASC Cambérène                  |
| Relégués en Division 2                  | Dakar Université Club          |
| Relégués en Division 2                  | ASC Yeggo                      |
| Relégués en Division 2                  | AS Police                      |
| Relégués en Division 2                  | ASFA Dakar                     |